# Поло Индустријале (Модена)
Поло Индустријале је насеље у Италији у округу Модена, региону Емилија-Ромања.
Према процени из 2011. у насељу је живело 56 становника. Насеље се налази на надморској висини од 16 м.